# Latario Collie-Minns
Latario Collie-Minns (Bahamas, 10 de marzo de 1994) es un atleta bahameño especializado en la prueba de triple salto, en la que consiguió ser campeón mundial juvenil en 2011.

## Carrera deportiva
En el Campeonato Mundial Juvenil de Atletismo de 2011 ganó la medalla de oro en el triple salto, con un salto de 16.06 metros, superando al sudafricano Albert Janki (plata con 15.95 metros) y a su paisano bahameño Lathone Collie-Minns (bronce con 15.51 metros).